# Shyok
La Shyok (parfois orthographiée Shayok) est un affluent majeur de l'Indus qui coule dans le nord du Ladakh en Inde et dans le Gilgit-Baltistan au Pakistan,. Prenant sa source dans le glacier central du Rimo, dans l'est du Karakoram, elle s'étend sur environ 550 km avant de rejoindre l'Indus près de Skardu,,,,,. Ses principaux affluents sont les rivières Chip Chap, Galwan, Chang Chenmo, Nubra et Hushe,,,,.

## Étymologie
Le nom Shyok est probablement dérivé du tibétain Sha-gyog (ཤ་གཡོག་), un composé de shag (ཤག་), qui signifie "gravier", et de gyog (གཡོག་), qui signifie "épandre". Cette interprétation, qui se traduit par "épandeur de graviers", est étayée par des sources linguistiques et reflète le comportement géomorphologique de la rivière, en particulier les importants dépôts de graviers qu'elle laisse lors des crues. La forme Shayog, une variante étroitement liée à cette origine tibétaine, pourrait être à l'origine de l'orthographe Shayok, fréquente dans les textes de langue anglaise jusqu'à la fin du XXe siècle.
Une autre étymologie, que l'on rencontre parfois dans la littérature moderne, interprète Shyok comme "rivière de la mort", sur la base d'un dérivé supposé de Sheo, signifiant "mort". Cette interprétation renvoie au dialecte yarkandais (turcique) utilisé par les voyageurs historiques dans la région. Toutefois, cette explication n'est pas corroborée par des documents linguistiques historiques et semble être une étymologie plus récente sans fondement philologique.
Une troisième hypothèse, relevée dans des sources du XIXe siècle, suggère que la rivière tire son nom du village de Shyok - orthographié Shayok dans ces récits - situé le long de son cours. Si tel était le cas, l'étymologie d'origine tibétaine serait affaiblie, car il est peu probable qu'un toponyme provenant d'un village ait un sens descriptif tel que "épandeur de graviers", et aucune explication linguistique n'a été proposée pour le nom du village lui-même.
Bien qu'il existe plusieurs théories, la version dérivée du tibétain Sha-gyog, qui signifie "épandeur de graviers", semble être l'explication la plus étayée sur le plan linguistique et la plus appropriée sur le plan géographique.

## Cours
La Shyok prend sa source au front du glacier central du Rimo, situé dans le territoire de l'Union du Ladakh, en Inde,,. Le glacier descend du massif du Rimo, un groupe de sommets de la Rimo Muztagh, sous-chaîne du Karakoram oriental,. Près de sa source, la Shyok est rejointe depuis le nord-est par la Chip Chap, un affluent considéré comme faisant partie de son système de sources,,.

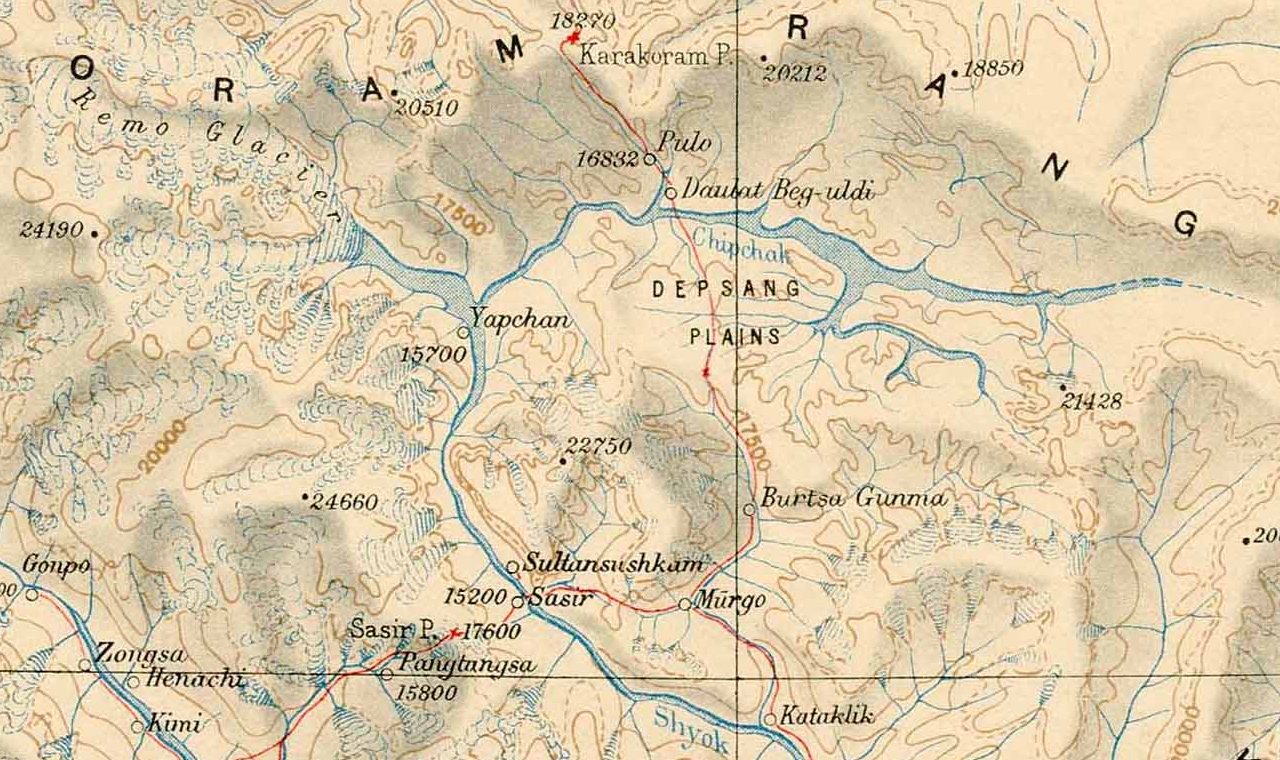
Système de sources de la Shyok sur une réimpression de 1923 d'une carte de 1916 du Survey of India

La rivière coule initialement vers le sud-est, au sud-ouest des plaines de Depsang. Au début de ce tronçon, elle reçoit les eaux de la Galwan venant du nord-est,. Plus en aval, elle est rejointe par la Chang Chenmo, venant de l'est, puis rencontre la chaîne de Pangong,. Là, elle décrit un large coude en forme de V, inversant sa direction pour couler vers le nord-ouest, dans un tracé presque parallèle à son cours initial, une caractéristique distinctive remarquée par plusieurs observateurs,.
Continuant vers le nord-ouest, la rivière passe devant le village de Shyok et pénètre dans une vallée plus large où elle rejoint la Nubra, un affluent important alimenté par le glacier de Siachen,. La confluence se produit près du village de Lakjung, juste au nord-ouest de Diskit.

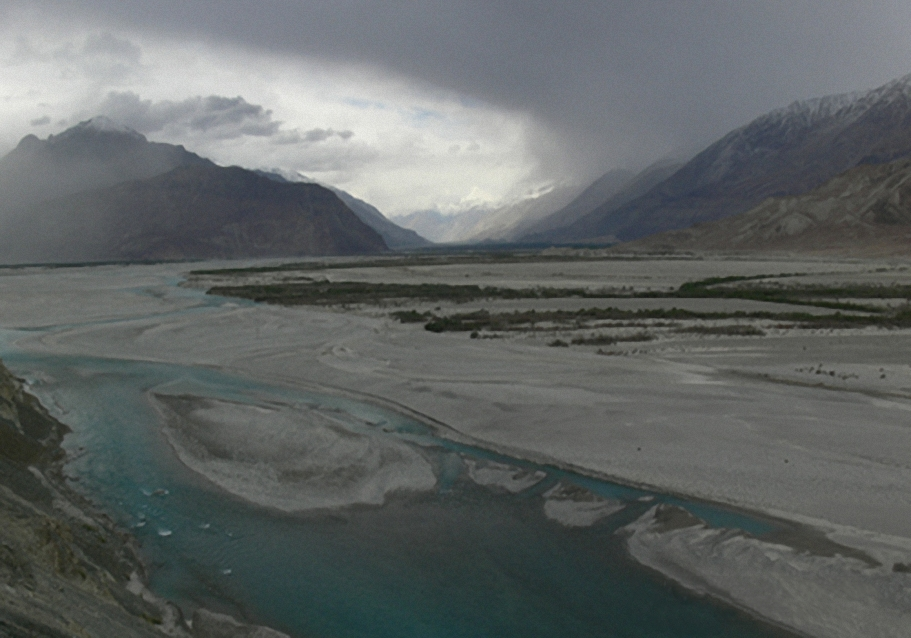
La vallée de la Shyok près du confluent de la Shyok et de la Nubra

Au-delà de ce confluent, la rivière se rétrécit et creuse une gorge escarpée un peu en amont du hameau de Yagulung (aussi nommé Changmar) avant de passer par les villages de Bogdang, Turtuk et Tyakshi (également orthographié Takshi),. Entrée dans le territoire administratif du Gilgit-Baltistan, au Pakistan, la Shyok continue vers l'ouest-nord-ouest et reçoit la Hushe dans une zone élargie près du village de Ghursay. Khaplu, la principale agglomération de la région, se trouve légèrement en aval.
La Shyok se jette finalement dans l'Indus au niveau du village de Keris, à environ 40 km au sud-est de Skardu,. La longueur totale de la rivière, de sa source à son confluent avec l'Indus, est estimée à environ 550 km.

## Affluents
La Shyok draine un bassin d'environ 33 465 km², couvrant certaines parties du sud-est du Karakoram et de l'ouest de la région Aksai Chin. En amont de son large coude en forme de V près de la chaîne de Pangong, ses principaux affluents prennent leur source dans l'ouest de l'Aksai Chin et se jettent dans la rivière par l'est, sur la rive gauche. En aval du coude, les principaux affluents viennent du nord, sur la rive droite, et drainent le sud-est du Karakoram.

Carte schématique montrant la Shyok, ses affluents et l'Indus

En amont du coude, les principaux affluents de la rive gauche sont les suivants :
- La Chip Chap, qui prend sa source à l'extrémité est des plaines de Depsang, coule vers l'ouest et rejoint la Shyok près de sa source glaciaire[8],[6],[5].
- La Galwan, qui prend sa source près du lieu de campement caravanier de Samzungling, dans le sud de l'Aksai Chin, coule vers l'ouest pour rejoindre la Shyok plus en aval[8],[12].
- La Chang Chenmo, qui prend sa source près du col de Lanak, à la limite sud de la région Aksai Chin, coule vers l'ouest et rejoint la Shyok près de son coude en forme de V[12],[4].

En aval du coude, les principaux affluents de la rive droite sont :
- La Nubra, une rivière glaciaire alimentée principalement par le glacier de Siachen, coule vers le sud-est à travers la vallée de la Nubra et rejoint la Shyok près du village de Lakjung, juste au nord-ouest de Diskit[4],[7],[13].

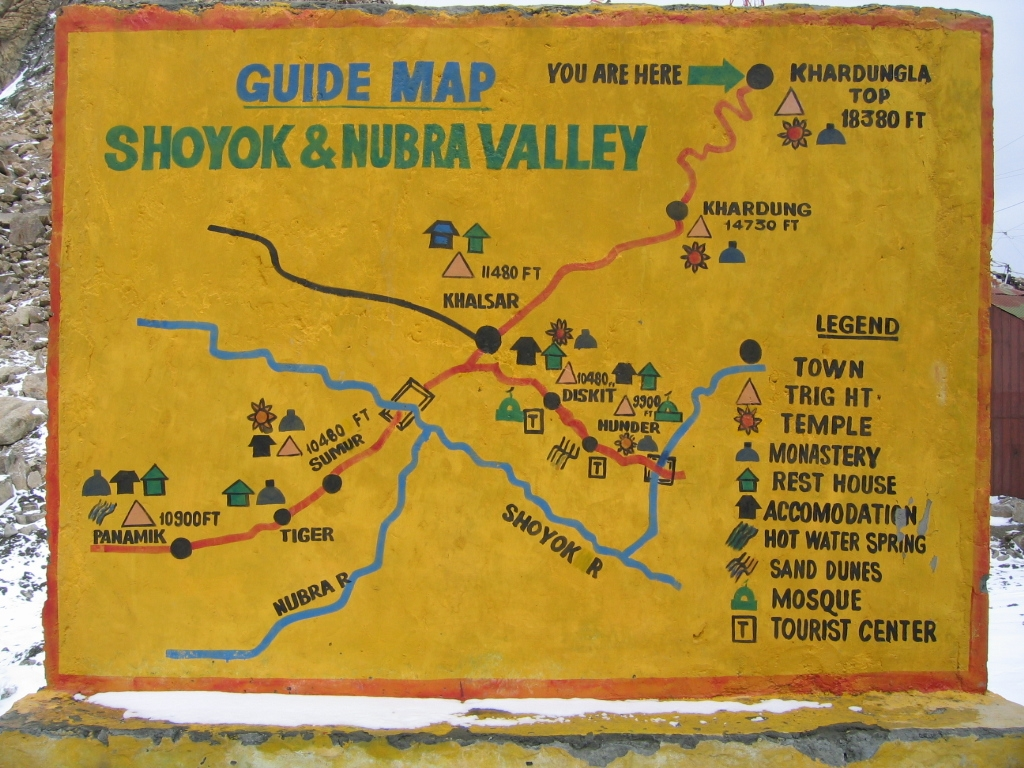
Panneau de type carte indiquant les points d'intérêt près du confluent de la Shyok et de la Nubra

- La Hushe, qui prend sa source dans le glacier Gondogoro, est rejointe par la Saltoro juste avant de se jeter dans la Shyok près du village de Ghursay, à proximité de Khaplu[9],[8]. La Hushe et la Saltoro drainent le versant sud des monts Masherbrum et le versant sud-ouest des monts Saltoro[9],[6].

## Géologie
La Shyok coule à travers l'importante zone de suture de la Shyok, un mélange ophiolitique complexe représentant un ancien bassin arrière-arc du Crétacé-Paléogène situé entre l'arc Kohistan-Ladakh et le terrane du Karakoram,,,,. La partie centrale de cette suture comprend des séquences ophiolitiques d'avant-arc jurassiques recouvertes de roches volcaniques et sédimentaires du Crétacé déposées sous l'effet d'une tectonique d'extension entre environ 115 Ma et 72 Ma,,,. Au sein du mélange, on trouve des unités métasédimentaires largement déformées et des mudstones caillouteux de l'ère paléozoïque, interprétés comme des dépôts glacio-marins, qui préservent les signatures du Gondwana,,,. L'architecture tectonique de la région est encore marquée par la faille active du Karakoram, qui divise la vallée de la Shyok en deux et présente des structures de cisaillement oblique dextre prononcées affectant les lithologies ophiolitiques, granitiques et sédimentaires,,.

## Vallée
La Shyok coule à travers une gorge rocheuse creusée dans le Karakoram, avec par endroits de larges vallées semi-arides qui permettent une végétation et une agriculture limitées,. Le fond de la vallée descend de 5 000 m au front du glacier central du Rimo à 2 314 m au confluent de la rivière avec l'Indus, au niveau du village de Keris, près de Skardu. Dans sa partie inférieure, les eaux de fonte saisonnières inondent la plaine alluviale, alimentant des vergers irrigués (abricots, noix, pommes) et de petits villages,. En hiver, la rivière gèle souvent, offrant un passage naturel entre la vallée de la Nubra et Khaplu,.

## Histoire
Au cours du XIXe siècle, la Shyok et sa vallée ont fait l'objet d'une documentation croissante dans le cadre des efforts britanniques visant à cartographier les régions frontalières reculées du Ladakh et du Baltistan. Des équipes de topographes du Survey of India, qui ont mené des levés topographiques approfondis à la suite du traité d'Amritsar (1846), ont cartographié certaines parties de la Shyok et de ses affluents. Ces expéditions ont jeté les bases de la compréhension cartographique moderne de l'Himalaya occidental et du Karakoram.
La vallée de la Shyok revêtait également une importance historique en tant que segment des routes commerciales et de voyage reliant Leh au Baltistan et à l'ouest du Tibet. Les caravanes circulant entre l'Asie centrale et le sous-continent indien empruntaient fréquemment son cours supérieur, en utilisant les cols naturels et les chemins fluviaux,,,. Cette utilité stratégique s'est poursuivie pendant la période coloniale, les Britanniques utilisant occasionnellement ces routes pour leurs communications et leurs patrouilles le long des frontières montagneuses.

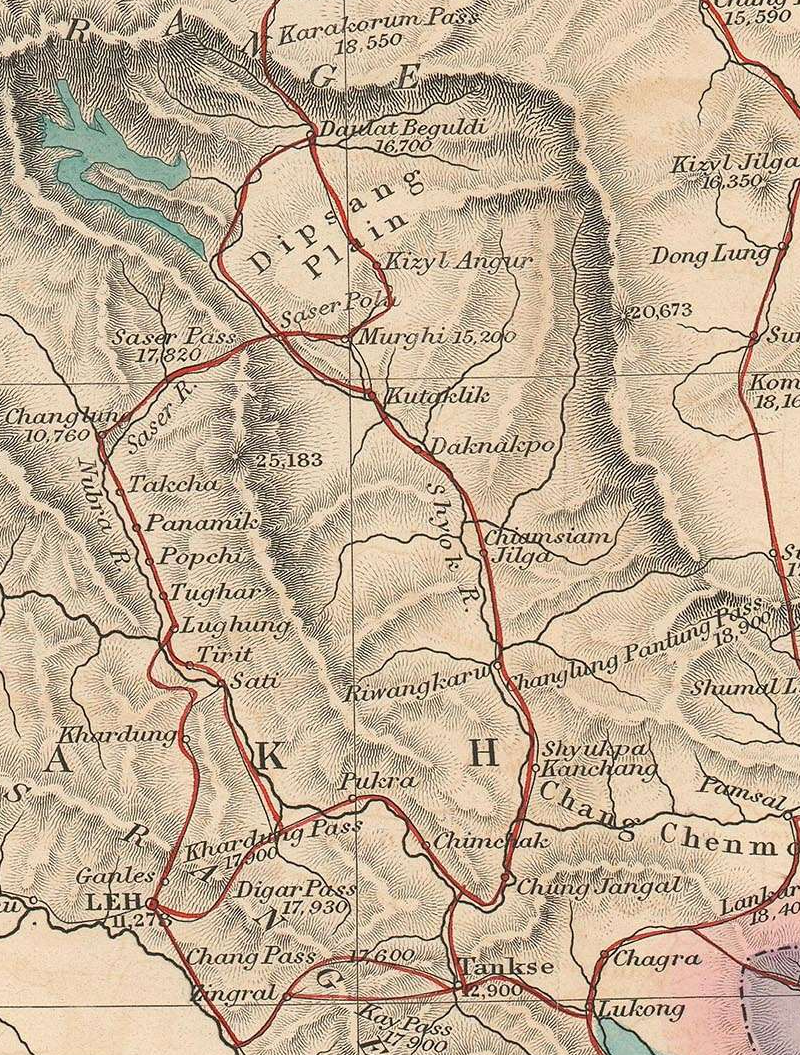
Routes Leh-Yarkand à travers les vallées de la Shyok et de la Nubra sur une carte britannique de 1878

Au cours des XXe et XXIe siècles, la rivière a pris une importance stratégique renouvelée en raison de sa proximité avec des zones frontalières contestées, en particulier près de la ligne de contrôle réel avec la Chine et de la ligne de contrôle avec le Pakistan. Des infrastructures telles que la route Darbuk-Shyok-Daulat Beg Oldi (DS-DBO) ont été construites le long des berges de la rivière, améliorant ainsi la logistique militaire dans la région adjacente au glacier de Siachen et à l'Aksai Chin,.

## Tourisme
La vallée de la Shyok permet d'accéder à la vallée de la Nubra, une destination prisée au Ladakh. Parmi les principales attractions le long de la Shyok, on peut citer les dunes de sable et les promenades à dos de chameau de Bactriane près du village de Hundar (également orthographié Hunder), ainsi que le monastère de Diskit et son festival Gustor annuel,,.